# Пшемысл Глоговский
Пшемысл (Пшемко, Пшемек) (II) Глоговский (пол. Przemysł (Przemko, Przemek) (II) głogowski, 1300/1308 — 11 января 1331). В 1309—1312 годах правил вместе с братьями Конрадом, Болеславом, Яном и Генрихом IV Верным в Жаганьском, Сцинавском и Великопольском княжествах. Вместе с братьями Яном и Генрихом IV Верным в 1312—1314 годах владел Познанским княжеством и в 1312—1317 годах Сцинавским княжеством. Вместе с Генрихом IV Верным правил в Жагани (1317—1321) и Глогуве (1318—1321). С 1321 года Пшемысл единолично правил в Глогувском княжестве.

## Биография
Представитель силезской линии польской династии Пястов. Пшемысл был младшим сыном князя Глогувского и Великопольского Генриха и Матильды Брауншвейг-Люнебургской. После смерти отца в 1309 году стал вместе с братьями соправителем его земель, однако из-за малолетства до 1312 года находился под опекой братьев, проживая с матерью в выделенном ей в качестве вдовьей доли Глогуве.
29 февраля 1312 года состоялся первый раздел наследства: Пшемысл, Генрих и Ян получили в совместное управление Жагань, Сцинаву и Познань, однако из-за споров с Владислава Локетека вскоре потеряли почти все владения в Великой Польше. В 1317 году Ян стал независимым князем сцинавским, а Пшемысл продолжил совместно управлять землями с Генрихом. В 1318 году умерла их мать, и Глогув был включён в их владения. В 1321 году был совершён окончательный раздел земель, и Пшемысл стал независимым князем Глогувским. Мало что известно о его правлении. 
В марте 1326 года Пшемысл женился на Констанции Свидницкой, что приблизило его к королю Польши Владиславу Локотеку. Несмотря на это, 29 июля 1326 года братья Генрих, Ян и Пшемысл подписали соглашение о том, что если один из них умирает, не имея наследника мужского пола, то остальные братья делят его наследство между собой. 
С 1327 года чешский король Иоганн Люксембургский начал оказывать прямое давление на силезских князей, вынуждая их принести ему вассальную присягу, и с 1329 года Пшемысл Глоговский остался единственным, кто этого не сделал. 
Пшемысл Глоговский неожиданно скончался 11 января 1331 года. Ему не было тридцати лет, и возникли подозрения, что он был отравлен, однако средневековые источники не содержат никакой информации о том, что кто-то был за это преступление наказан. Считается, что причиной преждевременной смерти Пшемысла стала его безрассудная политика.
После смерти Пшемысла его вдове Констанция получила Глогув в качестве вдовьей доли, а оставшуюся часть княжества в соответствии с договором 1326 года разделили его братья Генрих и Ян. Однако в сентябре 1331 года к городу подошёл Иоганн Люксембургский и начал осаду. 2 октября город капитулировал, и Глогувское княжество было включено в состав чешского королевства. Констанция была вынуждена отправиться в изгнание ко двору своих деда и бабки — польских короля и королевы, а Ян принуждён продать свои права на половину княжества чешскому королю. В 1349 году сын Генриха IV Генрих V Железный смог унаследовать лишь половину глогувского княжества, в прежних границах оно было восстановлено лишь в 1480 году.

## Семья
В марте 1326 года Пшемысл Глоговский женился на Констанции Свидницкой (1309/1314 — 1360/1363), старшей дочери князя Бернарда Свидницкого (1288/1291 — 1326) и Кунегунды Польской (ок. 1298—1331), старшей дочери польского короля Владислава Локетека. Детей у них не было.